# Бересклет европейский
Берескле́т европе́йский, или Бруслина (лат. Euonymus europaeus) — кустарник или дерево, вид рода Бересклет (Euonymus) семейства Бересклетовые (Celastraceae).

## Название
Растение бересклет европейский имеет множество местных названий: гиржемелина (Гродненская область), проскурина (Украина), бруслина (Курская, Черниговская и Харьковская области).

## Ботаническое описание

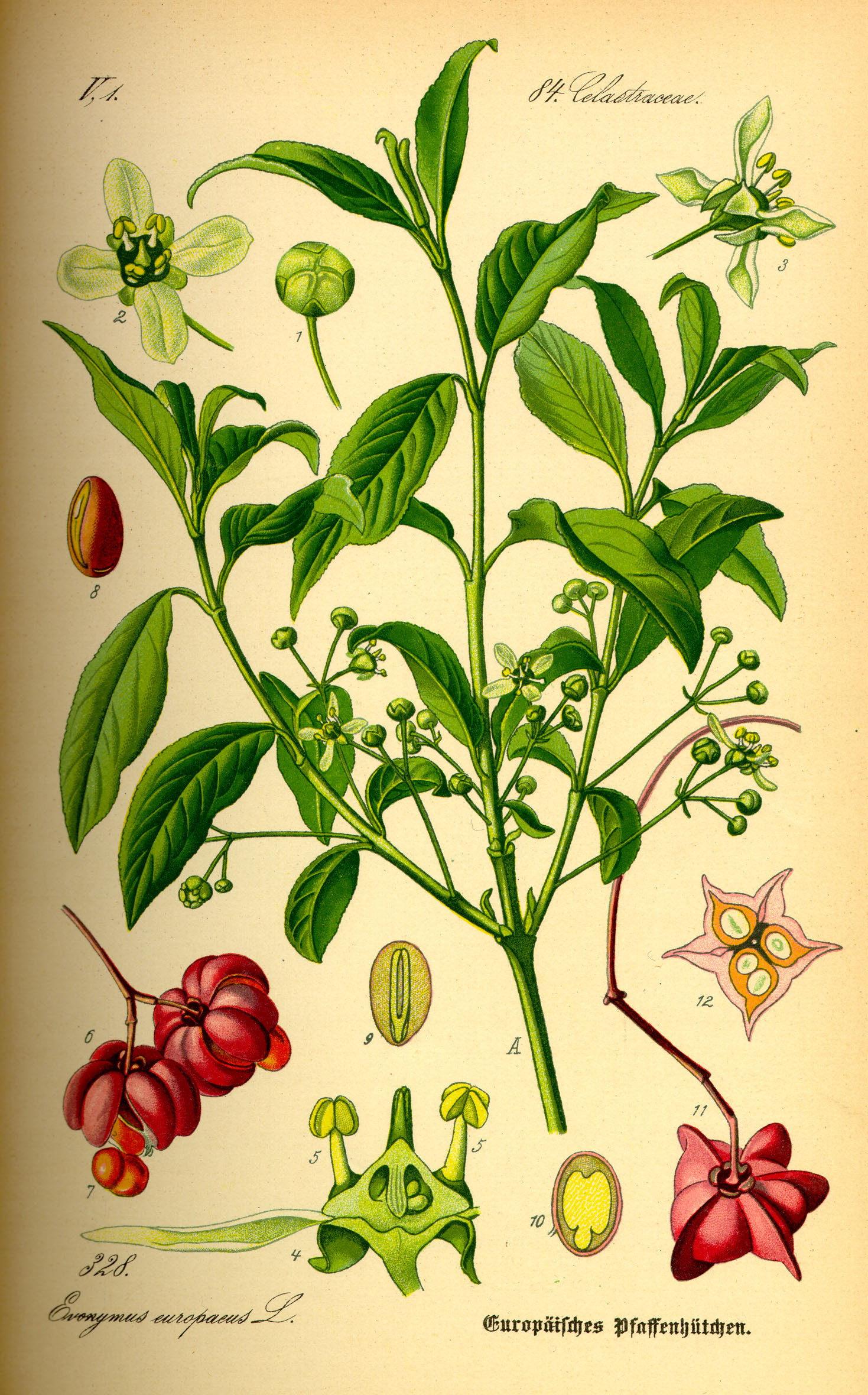

Листопадный кустарник и дерево высотой до (2)6—5(8) м.
Имеет мощную и сильно мочковатую корневую систему. В коре его корней содержится гутта.
Ветви тупочетырёхгранные или круглые, зелёные, с буроватыми опробковелыми рёбрами, впоследствии серовато-бурые.
Древесина желтоватая, обычно белеющая на воздухе, в свежем виде неприятно пахнущая, лёгкая (средний удельный вес 0,68), неплотная.
Почки небольшие, яйцевидно-конические. Листья черешчатые (черешок 2—15 мм длиной), продолговато-, яйцевидно-эллиптические или обратнояйцевидные, реже широкояйцевидные, (1,5)3—7(11,5) см длиной, наиболее широкие посередине и несколько выше, 1—4(6,5) см шириной, в основании клиновидные, по краям равномерно зубчато-пильчатые, с крючковидными зубцами, на вершине закруглённые, за исключением нижних листьев, с недлинным остроконечием (короче 1⁄10 пластинки), слегка кожистые, сверху голые, тусклые, снизу только по жилкам короткоопушённые.
|                                                    |  |  |  |
| Слева направо: почки, ствол, листья, листья осенью |  |  |  |

Соцветие — полузонтик с одним недоразвитым средним цветком, один или два раза растопыренновильчатое, 2—5-цветковое, короче или реже длиннее нижних уменьшенных кроющих листьев ветви, только нижняя пара цветков соцветия выходит непосредственно из чешуек. Цветоножки 2—3,5 см длиной. Прицветники шиловидные; сближенные с ними прицветнички чешуевидные, нередко остающиеся у основания цветоножек. Цветки четырёхмерные, мелкие, 10—12 мм в диаметре, в два — три раза короче цветоножек; чашечки с широкояйцевидными, тупыми долями, в два раза короче лепестков; лепестки лопатчато-продоговатые, желтовато-зеленоватые, тупые, по загнутому краю реснитчатые, зубчатые; тычинки с нитями 1,5—2 мм длиной, с желтоватыми пыльниками; завязь тупоконическая, голая; столбик почти цилиндрический, короче тычинок, с тупым, слегка четырёхлопастным рыльцем. Цветёт в апреле — июне.
|                                                   |  |  |
| Слева направо: соцветие, цветок, диаграмма цветка |  |  |

Плод — четырёхлопастная, поникающая коробочка 1,5 см диаметром, из суженного основания широкогрушевидная, на конце вдавленная, 7—13 мм длиной, с тупокилеватыми лопастями, гладкая, голая, сначала зелёная, затем розово-красная.
Семена по одному в гнезде, обратнояйцевидные, беловатые, целиком одетые красно-оранжевой кровелькой, вместе с которой в длину до 10 мм, созревают в июне — октябре.
|                                                                   |  |  |  |
| Слева направо: незрелые плоды, плод, растрескавшийся плод, семена |  |  |  |

## Распространение и экология

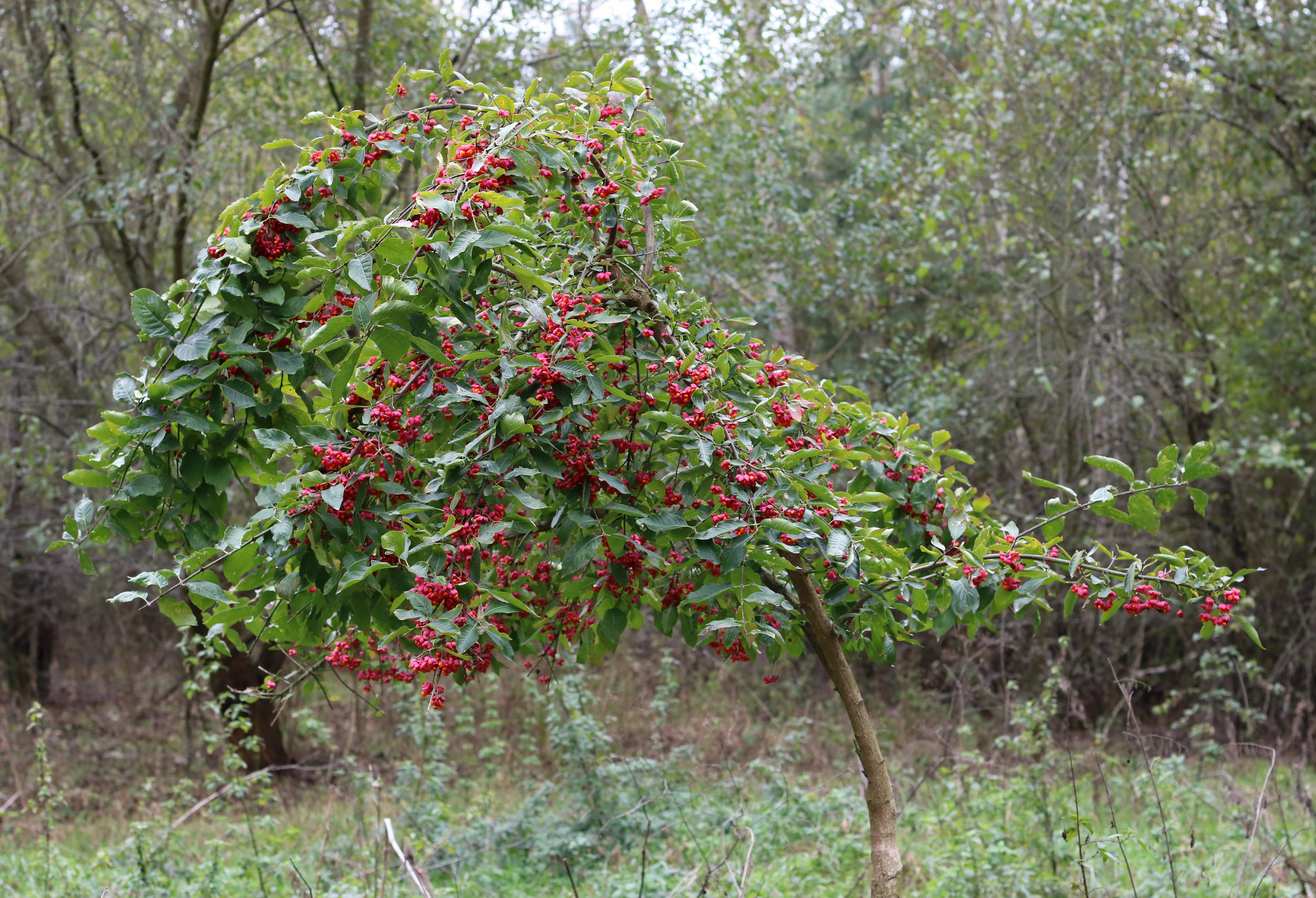
Растение осенью со зрелыми плодами

Встречается в Турции, на Кавказе (Азербайджан, Грузия, Предкавказье, Дагестан), в Северной Европе (Дания, Ирландия, север Норвегии, юг Швеции, Великобритания), в Центральной Европе (Австрия, Бельгия, Чехия, Словакия, Германия, Венгрия, Нидерланды, Польша, Швейцария), на территории бывшего СССР (Белоруссия, Украина, Эстония, Латвия, Литва, Молдавия, юг Европейской части России), в Южной Европе (Албания, Болгария, Югославия, Греция, Италия, включая Сардинию и Сицилию, Румыния, Франция, включая Корсику, Испания, Португалия).
Растёт в светлых лесах, преимущественно дубовых и сосновых, по опушкам и в рощах; в тенистых оврагах, ольшаниках и прибрежных кустарниках; иногда в заболоченных местах.
Зимостоек. Средне теневынослив, хорошо переносит засуху.
Продолжительность жизни высокая. Имеются 62-летние экземпляры в Ботаническом парке Аскания-Нова, высотой 4 м и диаметром кроны 6 м.

## Значение и применение
Кора, молодые листья и плоды ядовиты. В семенах содержится глюкозид эвонимин и жирное масло. При поедании у животных наблюдаются колики, сильная диарея, рвота. Поедание в больших количествах может привести к гибели животных. В небольших количествах вероятно безопасно для животных. Имеются указания о поедании крупным рогатым скотом, овцами, лошадьми и выборочном поедании козами. Молодые побеги излюбленный корм для пятнистых оленей (Cervus nippon). Надземная часть включая плоды охотно поедается европейским лосём (Alces alces Linnaeus).
Используется как декоративный кустарник в ландшафтном озеленении, декоративен окраской листьев и яркими плодами в осенний период. Имеет пять декоративных форм. Часто высаживается вдоль заборов и изгородей.
Имеет твёрдую, прочную древесину, хорошо удерживающую металлические крепления. Хорошо поддаётся токарной обработке, полируется. Используется на сапожные гвозди, веретёна, клавиши, вязальные иглы и другие мелкие изделия. Идёт на различные виды гравировальных и резьбовых работ. Среди бересклетов древесина бересклета европейского имеет наибольшее значение.
Даёт рыхлый и нежный уголь — фюзен, используемый во Франции для изготовления пороха, но особенно он ценится в рисовании, так как стирается без следа, идёт на изготовление тушевальных карандашей.

### В медицине
Ядовитые плоды используются в качестве рвотного и сильного слабительного средства, а в истолчённом виде в народной медицине применяются для избавления от наружных паразитов и чесотки.
Отвар семенных коробочек даёт нестойкую краску с квасцами желто-соломенного цвета, а с солями железа — коричневого. Оранжевое вещество семенной кровельки используется для окраски сафьяновых кож, а также в народной косметике восточных народов.

### Источник гутты
Благодаря средней гуттоносности представляет определённый интерес в качестве гуттаперченоса. При выборе мест для плантаций и культуры необходимо учитывать требовательность бересклета европейского к плодородию почвы; в культурах дает удовлетворительный рост и в засушливых условиях юго-востока и Челябинской обл.(И. А. Никитин). Давая меньшие выходы гутты, отличается большей энергией роста и производительностью, чем бересклет бородавчатый. Техника культуры в основном та же, что и для бересклета бородавчатого.

## Классификация

### Таксономия
Euonymus europaeus  L., 1753, Sp. Pl. : 197
Вид Бересклет европейский относится к роду Бересклет (Euonymus) семейства Бересклетовые (Celastraceae) порядка Бересклетоцветные (Celastrales). Кладограмма в соответствии с Системой APG IV по состоянию на декабрь 2023 года:
|  |                                      |  |                                   |                                   |                         |  | ещё 1 семейство | ещё 1 семейство |                       |  |  |  | еще 143 подтвержденных вида и 26 видов, ожидающих подтверждения |
|  |                                      |  |                                   |                                   |                         |  | ещё 1 семейство | ещё 1 семейство |                       |  |  |  | еще 143 подтвержденных вида и 26 видов, ожидающих подтверждения |
|  |                                      |  |                                   | порядок Бересклетоцветные         |                         |  |                 |                 | род Бересклет         |  |  |  |                                                                 |
|  |                                      |  |                                   | порядок Бересклетоцветные         |                         |  |                 |                 | род Бересклет         |  |  |  |                                                                 |
|  | отдел Цветковые, или Покрытосеменные |  |                                   |                                   | семейство Бересклетовые |  |                 |                 | Бересклет европейский |  |  |  |                                                                 |
|  | отдел Цветковые, или Покрытосеменные |  |                                   |                                   | семейство Бересклетовые |  |                 |                 |                       |  |  |  |                                                                 |
|  |                                      |  | ещё 63 порядка цветковых растений | ещё 63 порядка цветковых растений |                         |  |                 | еще 98 родов    | еще 98 родов          |  |  |  |                                                                 |
|  |                                      |  |                                   | ещё 63 порядка цветковых растений |                         |  |                 |                 | еще 98 родов          |  |  |  |                                                                 |

### Синонимы
- Euonymus angustifolius Gilib.
- Euonymus bulgarica Velen.
- Euonymus bulgaricus Velen.
- Euonymus czernjaevii Klokov
- Euonymus europaeus f. albus (Weston) Rehder
- Euonymus europaeus f. aldenhamensis (Gibbs) Rehder
- Euonymus europaeus f. angustifolius Gančev
- Euonymus europaeus f. atropurpureus (Mouill.) Hegi
- Euonymus europaeus f. atrorubens (C.K.Schneid.) Hegi
- Euonymus europaeus f. bulgaricus (Velen.) Gančev
- Euonymus europaeus f. microphyllus (Beck) Gančev
- Euonymus europaeus f. nanus (Lodd. ex Loudon) Besser
- Euonymus europaeus f. scaberulus (Beck ex Hayek) Jovan.
- Euonymus europaeus subf. scaberulus Beck ex Hayek
- Euonymus europaeus subsp. moldavicus (Klokov) Grosset
- Euonymus europaeus subsp. ponticus Savul. & Rayss
- Euonymus europaeus subsp. subvelutinus (Săvul. & Rayss) Grosset
- Euonymus europaeus subsp. tenuifolius (L.) Ehrh.
- Euonymus europaeus unr. aldenhamensis Gibbs
- Euonymus europaeus var. albus Weston
- Euonymus europaeus var. aldenhamensis (Gibbs) Bean
- Euonymus europaeus var. angustifolius Schultz
- Euonymus europaeus var. atropurpureus Mouill.
- Euonymus europaeus var. australis Kom.
- Euonymus europaeus var. fibrillifer (Fisch. & C.A.Mey.) Medw. ex N.Busch
- Euonymus europaeus var. fibrilliferus (Fisch. & C.A.Mey.) Medw. ex N.Busch
- Euonymus europaeus var. intermedius Gaudin
- Euonymus europaeus var. involutus Lindem
- Euonymus europaeus var. nanus Lodd. ex Loudon
- Euonymus europaeus var. pumilus G.Don
- Euonymus europaeus var. suberoso-alatus Lindem.
- Euonymus europaeus var. suberosus (Klokov) Tzvelev
- Euonymus europaeus var. subvelutinus Săvul. & Rayss
- Euonymus europaeus var. tenuifolius L.
- Euonymus flavescens Paul
- Euonymus floribundus Steven
- Euonymus latifolius S.G.Gmel.
- Euonymus medirossica Klokov
- Euonymus medirossicus Klokov
- Euonymus medius Kit.
- Euonymus moldavica Klokov
- Euonymus moldavicus Klokov
- Euonymus multiflorus Opiz
- Euonymus odessanus Klokov
- Euonymus pubescens Steven
- Euonymus quadrigonus Gueldenst. ex Ledeb.
- Euonymus suberosus Klokov
- Euonymus vulgaris Mill.
- Euonymus vulgaris var. atrorubens C.K.Schneid.
- Euonymus vulgaris var. microphyllus Beck